# Кис ет Адрисан
Кис ет Адрисан (фр. Cuse-et-Adrisans) насеље је и општина у источној Француској у региону Франш-Конте, у департману Ду која припада префектури Безансон.
По подацима из 2011. године у општини је живело 278 становника, а густина насељености је износила 51,29 становника/km². Општина се простире на површини од 5,42 km². Налази се на средњој надморској висини од 300 метара (максималној 425 m, а минималној 259 m).

## Демографија
| 1962. | 1968. | 1975. | 1982. | 1990. | 1999. | 2011. |
| ----- | ----- | ----- | ----- | ----- | ----- | ----- |
| 191   | 204   | 182   | 169   | 175   | 209   | 278   |

График промене броја становника у току последњих година